# دورلانگن
دورلانگن (به آلمانی: Durlangen) یک شهر در آلمان است که در استالبکرایس واقع شده‌است. دورلانگن ۲٬۹۵۷ نفر جمعیت دارد.